# Linaria rubioides
Espèce
Classification APG III (2009)
Linaria rubioides est une espèce de plante de la famille des Scrophulariaceae.

## Synonyme
- Linaria genistifolia ssp. sofiana